# Împărați ai Sfântului Imperiu Roman
Împărat al Sfântului Imperiu Roman (în germană Heilige Römischer Kaiser, în latină Sacrum Romanorum Imperator, în engleză Holy Roman Emperor) era un titlu medieval purtat de împăratul ales al Sfântului Imperiu Roman. Acest stat era unul din cele trei state continuatoare al Imperiului carolingian, Carol cel Mare fiind primul împărat (carolingian) al Occidentului, încoronat de Papa Leon al III-lea pe data de 25 decembrie 800. După moartea acestuia în 814, Imperiul Carolingian a fost divizat în 843 prin Tratatul de la Verdun astfel:
- Regatul Vestic, care avea să devină Franța;
- Regatul Central, care a preluat și demnitatea de împărat carolingian (Lotharingia se va diviza, după moartea lui Lothar I, în Provența, Ducatul Burgundiei și Regatul Italiei);
- Regatul Estic, care avea să devină, ulterior Germania.

Titlul de „împărat carolingian” (respectiv împărat romano-german) a fost purtat de o serie de regi franci ai imperiului franc (sau ai regatelor succesoare) până în anul 962. În 962, după urcarea în anul 936 pe tronul regatului Franciei Răsăritene a lui Otto I, a luat ființă Sfântul Imperiu Roman, ai cărui conducători deveneau regii germani, care după ce erau aleși regi romano-germani, mergeau la Roma spre a fi încoronați de papă ca împărați. Otto I a fost primul împărat al Sfântului Imperiu Roman între 962 și 973. Carol Quintul a fost ultimul împărat romano-german încoronat de papă la 1530, ulterior titlul fiind cel de „împărat ales al romanilor” (în latină electus Romanorum imperator). 

## Dinastia Carolingiană
- Carol cel Mare (800-814)
- Ludovic cel Pios (814-840)
- Lothar I (843-855)
- Ludovic al II-lea (850–875)
- Carol al II-lea cel Pleșuv (875–877),
- Carol al III-lea cel Gras (881–888)

## Casa Guideschi
- Guido al III-lea de Spoleto (891–894)
- Lamberto al II-lea de Spoleto (892–896)

## Dinastia Carolingiană
- Arnulf de Carintia (896–899)
- Ludovic al III-lea cel Orb (901–905)
- Berengario de Friuli (915–924)

## Dinastia Ottoniană
- Otto I (962–973)
- Otto al II-lea (973–983)
- Otto al III-lea (996–1002)
- Henric al II-lea cel Sfânt (1014–1024)

## Dinastia Salică
- Conrad al II-lea (1027–1039)
- Henric al III-lea (1046–1056)
- Henric al IV-lea (1084–1105)
- Henric al V-lea (1111–1125)

## Casa de Supplinburg
- Lothar al III-lea (1133–1137)

## Dinastia Hohenstaufen (Stauferi)
- Frederic I Barbarossa (1155–1190)
- Henric al VI-lea (1191–1197)

## Welfi
- Otto al IV-lea de Braunschweig (1209–1218)

## Dinastia Hohenstaufen (Stauferi)
- Frederic al II-lea (1220–1250)

## Casa de Luxemburg
- Henric al VII-lea (1312–1313)

## Casa de Wittelsbach
- Ludovic al IV-lea (1328–1347)

## Casa de Luxemburg
- Carol al IV-lea (1355–1378)
- Sigismund (1433–1437)

## Casa de Habsburg
- Frederic al III-lea (1452–1493)
- Maximilian I (1508–1519)
- Carol al V-lea (1530–1556)
- Ferdinand I (1558–1564)
- Maximilian al II-lea (1564–1576)
- Rudolf al II-lea (1576–1612)
- Matia I (1612–1619)
- Ferdinand al II-lea (1619–1637)
- Ferdinand al III-lea (1637–1657)
- Leopold I (1658–1705)
- Iosif I (1705–1711)
- Carol al VI-lea (1711–1740)

## Casa de Wittelsbach
- Carol al VII-lea Albert (1742–1745)

## Casa de Habsburg-Lorena
- Francisc I (1745–1765)
- Iosif al II-lea (1765–1790)
- Leopold al II-lea (1790–1792)
- Francisc al II-lea (1792–1806)